# Fulbrook (Warwickshire)
Pour les articles homonymes, voir Fulbrook.
Fulbrook est une paroisse civile du Warwickshire, en Angleterre.